# Agaraeus notia
Agaraeus notia là một loài bướm đêm trong họ Geometridae.